# آلارم

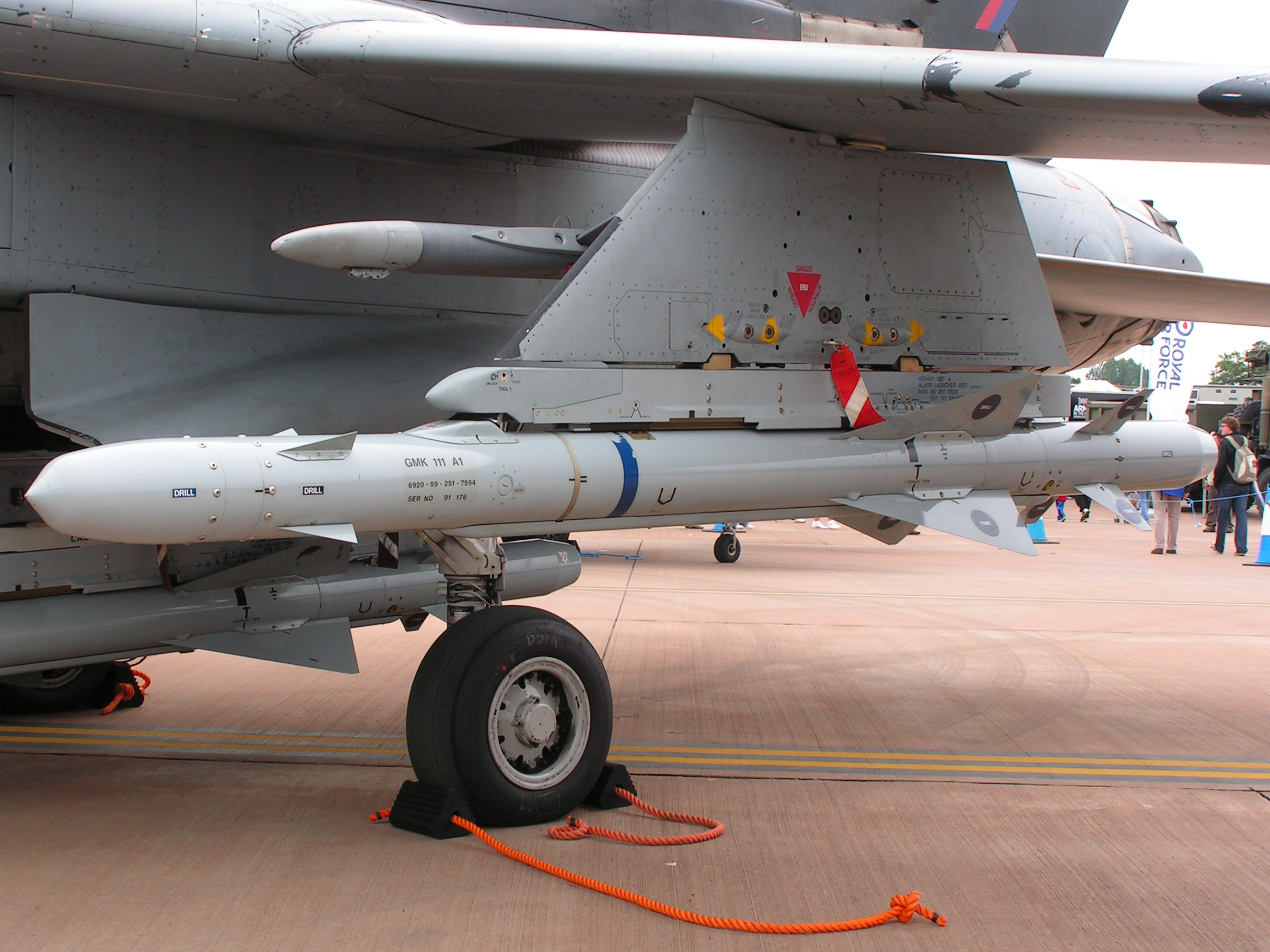
موشک آلارم نصب شده زیر بال هواپیمای تورنیدو

موشک آلارم (به انگلیسی: alarm)، نوعی موشک هوابه‌زمین ساخت و طراحی بریتانیا است که توسط هواپیماهای قابل حمل و بکارگیری است. در سال ۱۹۸۳ نوع ضدرادار آن بوسیله وزارت دفاع بریتانیا درخواست شد و دستگاه هدایت و کنترل موشک توسط شرکت مارکونی ساخته شده‌است. جنگنده‌های تورنادو اف۳ ارتش بریتانیا از نوع ضد رادار این موشک نخستین بار در جنگ ۱۹۹۱ علیه عراق استفاده کردند.
جنگنده‌های پاناویا تورنادو قادر به حمل ۴ فروند از این نوع موشک در هر سورتی پرواز بوده و همچنین این موشک توسط هواپیماهای هاریر نیز قابل استفاده‌است.
تعداد زیادی ازموشک‌های آلارم به ۴۱ کشور از جمله به عربستان سعودی صادر شده‌است

## مشخصات موشک
- طول: ۴۰۶ سانتیمتر
- قطر: ۲۳ سانتیمتر
- وزن: ۲۰۰ الی ۲۸۰ کیلوگرم
- سرعت: ۲ ماخ
- برد: ۲۰الی ۴۵ کیلومتر
- پهنای بال: ۷۳ سانتیمتر